# KB Maschinostrojenija
KB Maschinostrojenija oder kurz KBM (für russisch КБ Машиностроения, КБМ, wörtlich „Konstruktionsbüro Maschinenbau“) ist ein staatliches Rüstungsunternehmen. KBM ist ein wissenschaftliches und konstruktives Forschungs- und Entwicklungs-Zentrum spezialisiert auf Raketenwaffen und ansässig in Kolomna. Das Unternehmen ist über Wyssokototschnyje Kompleksy Teil der Staatsholding Rostec.
KBM wurde am 11. April 1942 mit Befehl 1576 des Staatlichen Verteidigungskomitees der UdSSR zur Mörserentwicklung gegründet. Der erste Chef war Boris Schawyrin.
Ehemals hieß das Unternehmen SKB-101, SKB-GA - Spezielles Konstruktionsbüro für Glattrohrkanonen (russisch Специальное конструкторское бюро гладкоствольной артиллерии, СКБ ГА).
Die Hauptentwickler waren Sergei Nepobedimy und Andranik Ter-Stepanjan.
W. Sokolow ist aktueller Chef und Chefentwickler. 

## Produkte

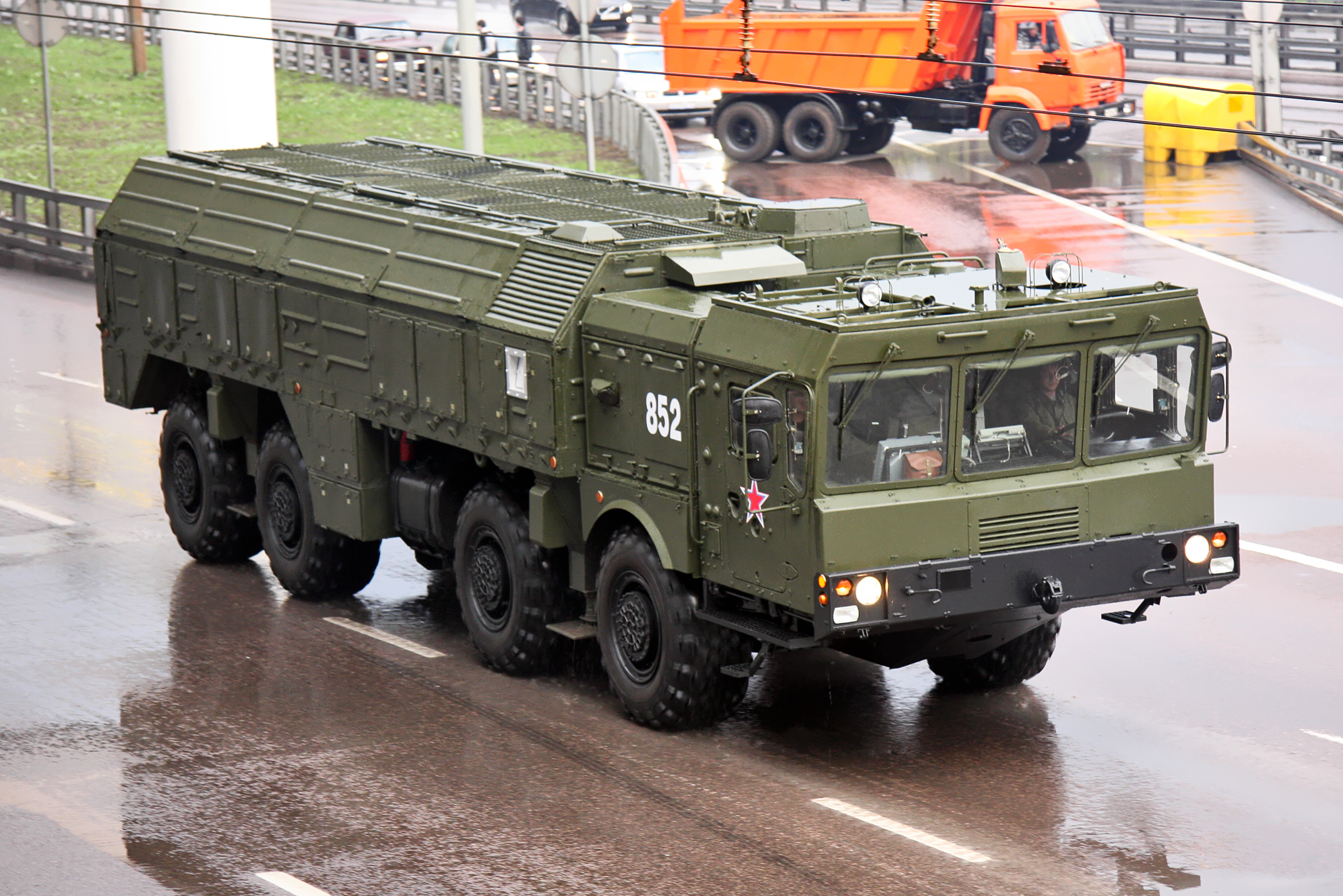
Die von KBM entwickelte Kurzstreckenrakete Iskander in Moskau

KBM hat mehr als 80 % aller Mörsergeschütze der UdSSR entwickelt. Unter anderem
- Rückstoßfreie Panzerabwehr-Geschütz B10 und B11
- Man Portable Air Defense Systeme
  - 9K38 Igla / Игла
  - 9K32 Strela-2 / Стрела-2
  - 9K34 Strela-3 / Стрела-3
  - Dschigit / Джигит
  - Strelez / Стрелец
- Panzerabwehrlenkwaffensysteme
  - RPO-Raketenwerfer / Шмель
  - 9K11 Maljutka / Малютка
  - 9K114 Schturm / Штурм
  - 9K120 Ataka / Атака
  - 9K123 Chrisantema / Хризантема
- Kurzstreckenraketen
  - SS-23 Spider / Ока
  - SS-21 Scarab / ОТРК Точка, Точка-У
  - Iskander, Iskander-M, Iskander-E / ОТРК Искандер, Искандер-М, Искандер-Э
- Systeme für Abstandsaktive Schutzmaßnahmen:
  - Arena, Arena-E (russisch Арена-Э)